# Ministère des Infrastructures (Venezuela)
Pour les articles homonymes, voir Ministère des Infrastructures.
Le ministère des Infrastructures est le département ministériel du gouvernement vénézuélien issu depuis 1999 de la fusion des ministères du Développement urbain et celui des Transports et communications.

## Création
Le ministère est créé par la réforme de la loi organique de l'Administration centrale, publiée dans le Journal officiel de la république bolivarienne du Venezuela, n° 36775 du 30 août 1999 modifié par la suite selon mention parue au Journal officiel n° 36850 du 14 décembre 1999 puis par le décret n° 3125, publiée au Journal officiel n° 38024 du 16 septembre 2004 quand une partie de ses charges sont dévolues au nouveau ministère du Logement et de l'Habitat.